# Кіся Гоферс
Кіся Гоферс (англ. Keesja Gofers, 16 березня 1990) — австралійська ватерполістка.
Учасниця Олімпійських Ігор 2016 року.
Призерка Чемпіонату світу з водних видів спорту 2013, 2019 років.